# Chūkadon
Chūkadon (中華丼) est un plat populaire de la cuisine japonaise de type fast food. Elle consiste en un bol de riz accompagné de légumes sautés dans l'huile, des oignons, des champignons et de fines tranches de viande. Le nom signifie littéralement « bol de riz chinois », et est inspiré par la cuisine chinoise. C'est un type de donburi.